# Stegnospermataceae
Stegnospermataceae је фамилија дикотиледоних биљака из реда Caryophyllales. Обухвата један род са три врсте. Фамилија је ендемично распрострањења у југозападним деловима Северне Америке. Раније су припадници ове фамилије третирани као део фамилије винобојки (Phytolaccaceae), али у новијим класификационим системима (APG II, APG III) фамилија има засебан статус.